# 직권 정류자 전동기
직권 정류자 전동기(直捲整流子電動機, 영어: series motor)는 전기자 권선과 계자 권선이 직렬로 접속되어 있는 전자석 계자형 정류자 전동기이다.

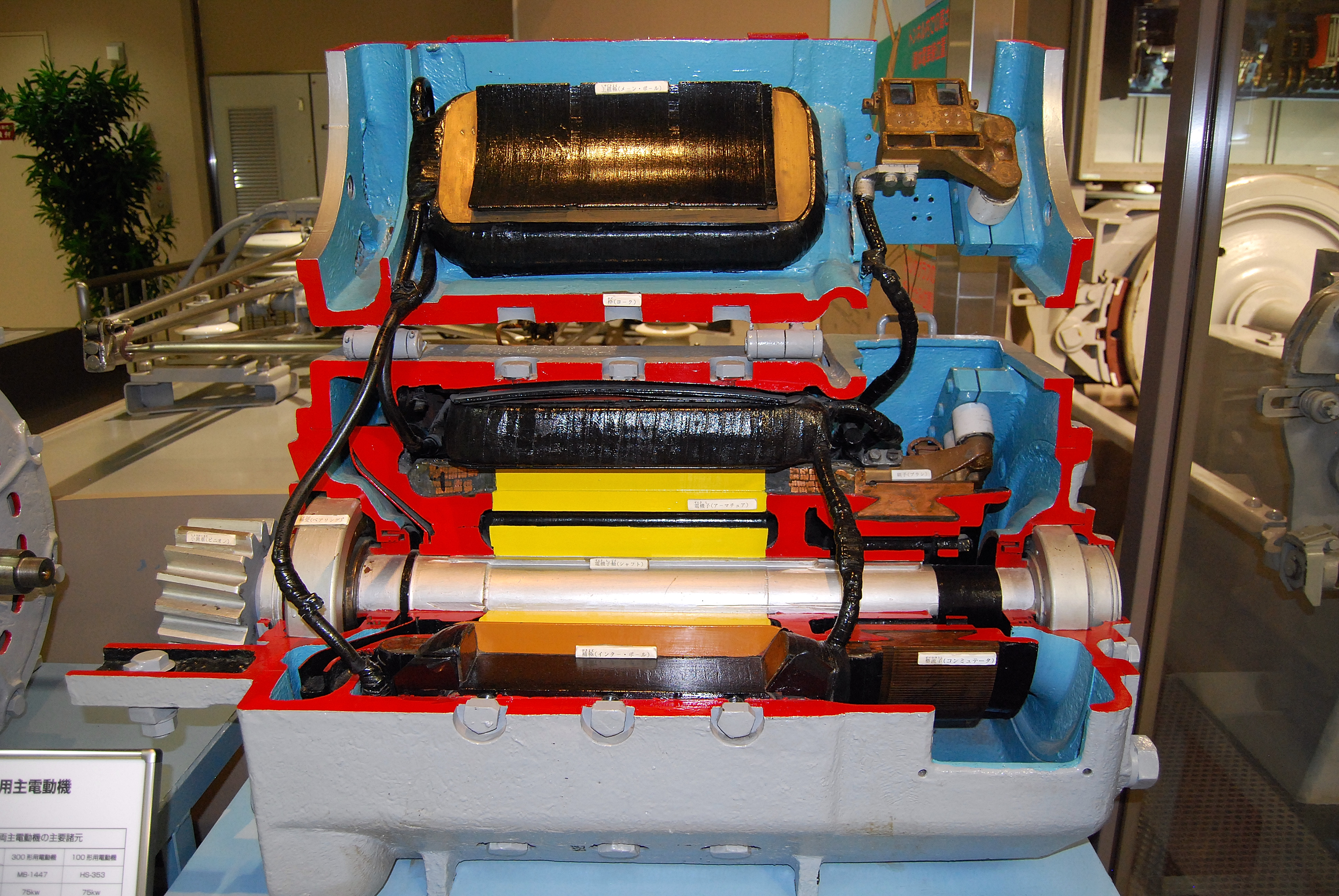
영단 지하철(현 도쿄 메트로 100형 전동차에 사용되었던 직류정류자전동기

## 특징

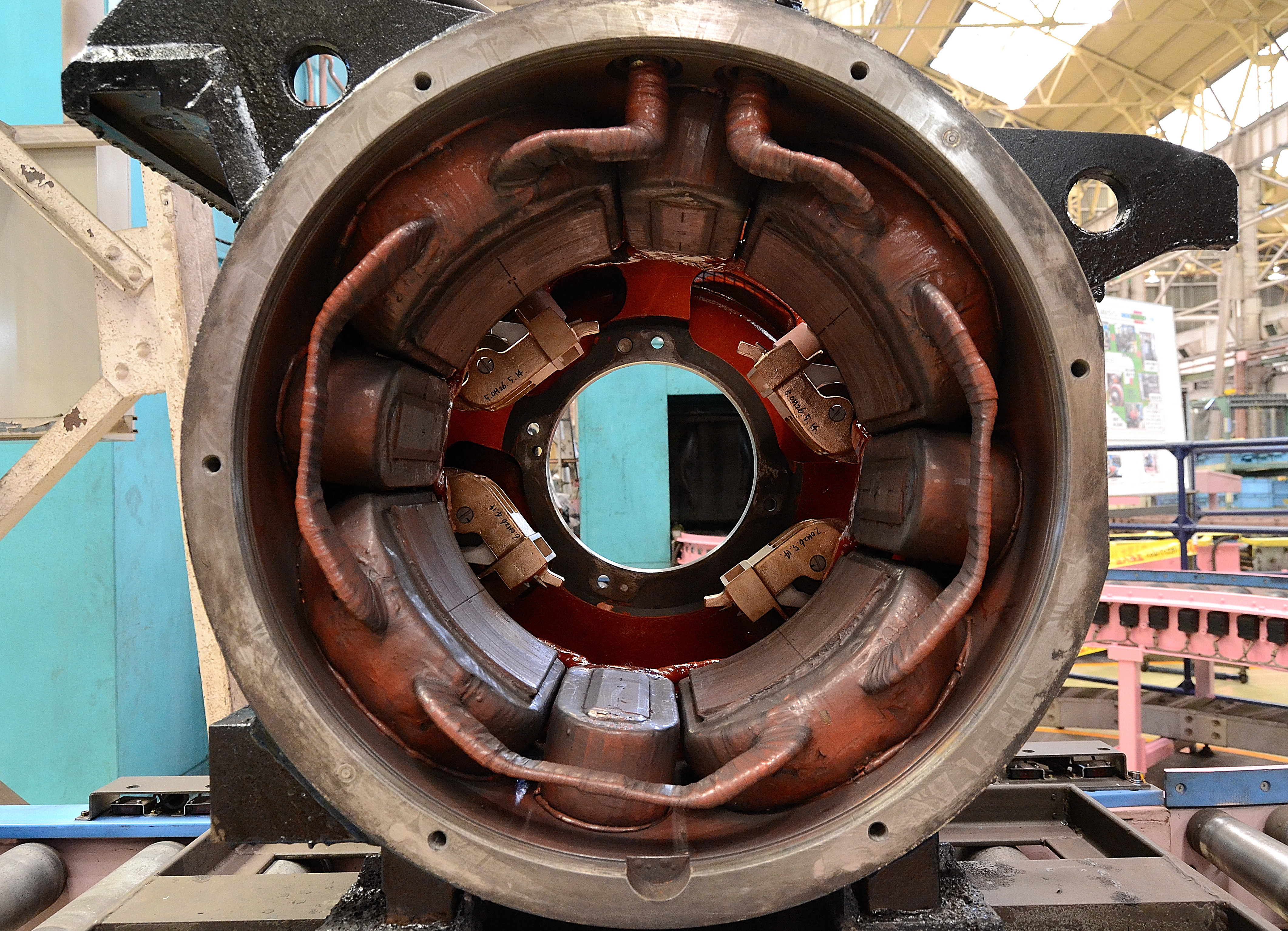
211계, 205계에서 사용된 MT61형 직권정류자전동기의 내부에 설치된 고정자(앞)와 브러시 홀더(뒤). 브러시 홀더에는 브러시가 붙어 있으며, 회전자(전기자)의 정류자와 접촉하도록 되어 있다.

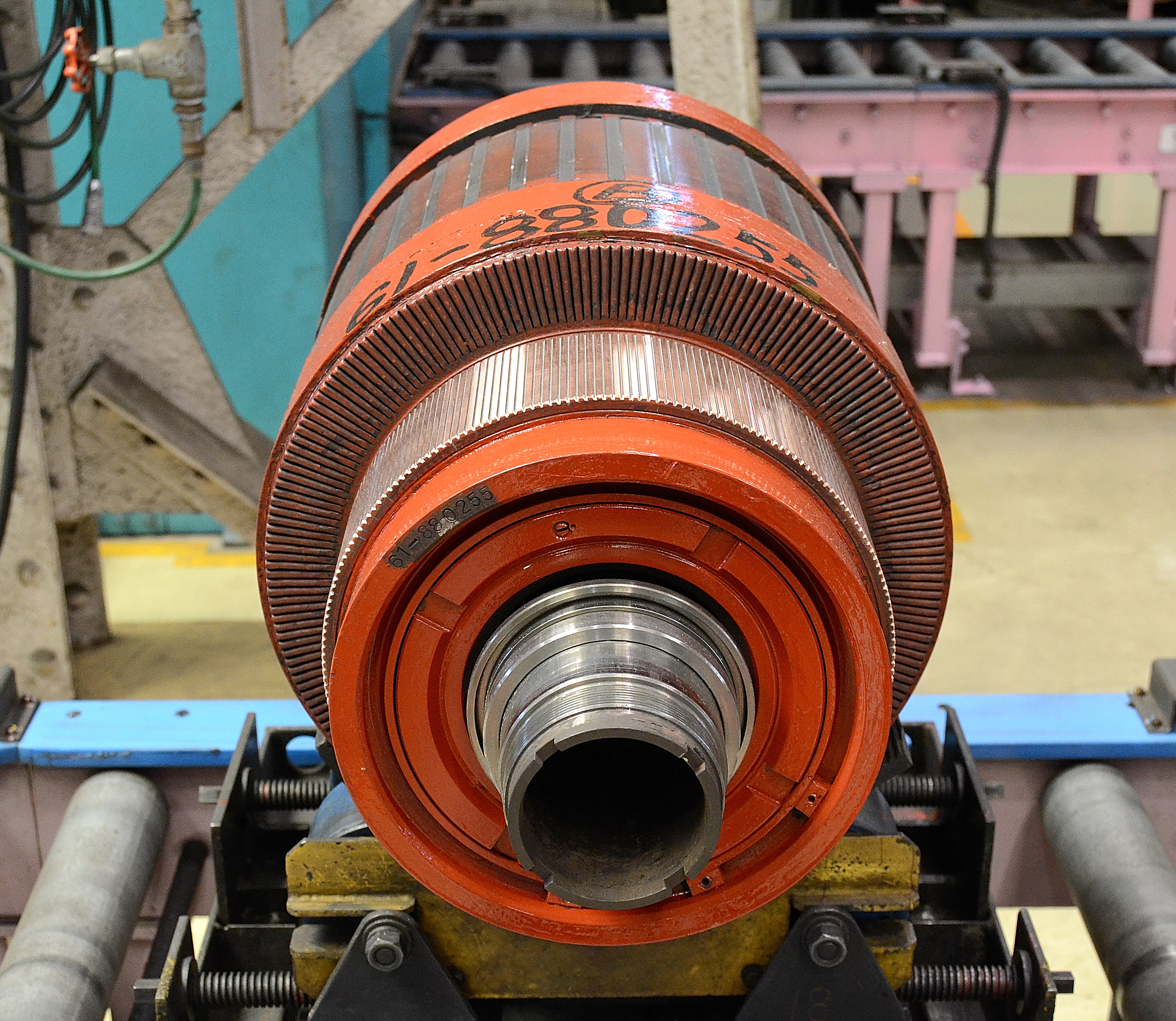
MT61형 직권정류자전동기의 회전자(전기자), 앞에 있는 것은 정류자.

외부의 고정된 계자 코일(고정자)가 내부의 회전하는 전기자(회전자)와 직렬로 접속되어 있는 직류전동기다. 주 회로의 저항을 바꾸는 것을 통해 회전속도를 자유롭게 바꿀 수 있어, 예전부터 전기 철도에 사용되어 왔으며 지금도 사용되고 있다.

### 장점
- 시동시에 가장 큰 토크를 내는데, 회전수의 상승에 따라 역기전력이 발생해 전류가 감소하기 때문에, 토크가 감소하면서 회전력이 늘어간다.
  - 동일 정격의 직류전동기 중에서는, 분권전동기나 복권전동기에 비해 시동 토크가 크다.
  - 무제어로 광범위한 속도 범위에 적응할 수 있는 넓은 특성 영역이 있기 때문에, 앞의 장점과 함께 전기 철도에 적합하다.

(단, 분권전동기를 제어하여 회생제동을 포함하여 심리스로 제어하는 방식도 있다.）

### 단점
- 정류에서 브러시나 정류자에 마모가 발생하기 때문에, 보수 수요가 있다.
- 고회전 영역에서는 원심력의 영향으로 정류자가 파괴될 위험이 있다.
- 고부하 가속운전 시 등의 경우는 정류자 사이의 섬락(플래시 오버)등의 중대한 고장을 일으키기 쉽다.
- 무부하 운전시 과회전에 의해 전동기가 파괴될 수도 있기 때문에 무부하 운전 가능성이 있는 용도로는 쓸 수 없으며, 속도 초과시에 통전을 차단하는 안전회로를 설치하는 등 주의가 필요하다.
- 벨트를 사용하면 벨트가 끊어질 우려가 있다.

(직권전동기의 이론적인 무부하 운전속도는 무한대)

## 같이 보기
- 저항제어